# 社口林宅
24°14′54″N 120°40′57″E / 24.248437°N 120.682625°E
社口林宅，又名社口大夫第，是位於臺灣臺中市神岡區社口里的四合院，納為古蹟保存。

## 建築
社口林宅是光緒初年，林振芳購買吳張舊宅改建。林振芳於是同治年間戴潮春事件出資出壯丁而有功，於光緒元年（1875年）最發達時興建此宅。同治年間林振芳才由貢生奏授中書科職銜，並晉授彰化縣同知職銜，為彰化縣府駐社口地區的最高長官，地位顯赫。
整體為兩進四合院式的士紳宅邸。堂前有佔地數百坪、大卵石堆砌池底的泮月池。宅院外圍建有埆矮牆，左側設有外門。空地現在經林家的林紘吉規畫，以石頭、枯木作成擺設提供休憩。
門廳為三間起，屋脊馬背式屋簷下簷樑，無論磚、石、木頭皆有雕琢。門廳、屋樑、拱、柱及屏風的材料為福州杉，上繪彩飾。門廳礎石、石階、石門枕則是是隴石製成。門廳與正廳間有一天井，兩側圍以雜以黑磚、花紋雕刻的牆頭磚的高牆。宅內處處可見書畫、匾額及門聯，如正廳門上對聯「三仁毓九龍貞忠節義昭天壤」、「雙桂傳十德考禮明經重古今」。正廳門額為成一書卷形的匾額，上書「要知盡慶華封祝，銀錫秋光今畫屏」，正廳為一鏤刻精美的神龕，上列林家歷代祖先神位，神龕上頂有「中書科」大幅匾額，為同治十一年（1872年）林振芳所立，其下為一巨木雕刻鏤雕花草鳥獸的神案。
後院的一棵老樟樹，據林家後代說，當初買下此宅時就已存在。
李乾朗心目中的臺灣十大民居，便有此宅，其餘是林安泰古厝、馬興陳宅、林本源園邸、李騰芳古宅、筱雲山莊、霧峰林家宅園、摘星山莊、餘三館、佳冬蕭宅。社口林宅在1985年被內政部列為三級古蹟後，成為為宵小覬覦的目標，木雕窗櫺陸續被偷走。平時只開放正門前院供人參觀，除非有學術界、機關團體向相關政府單位接洽，在導覽人員帶領下方可入內參觀。林振芳孫子林懋陽所居的一德洋樓則是列歷史建築。

## 保護

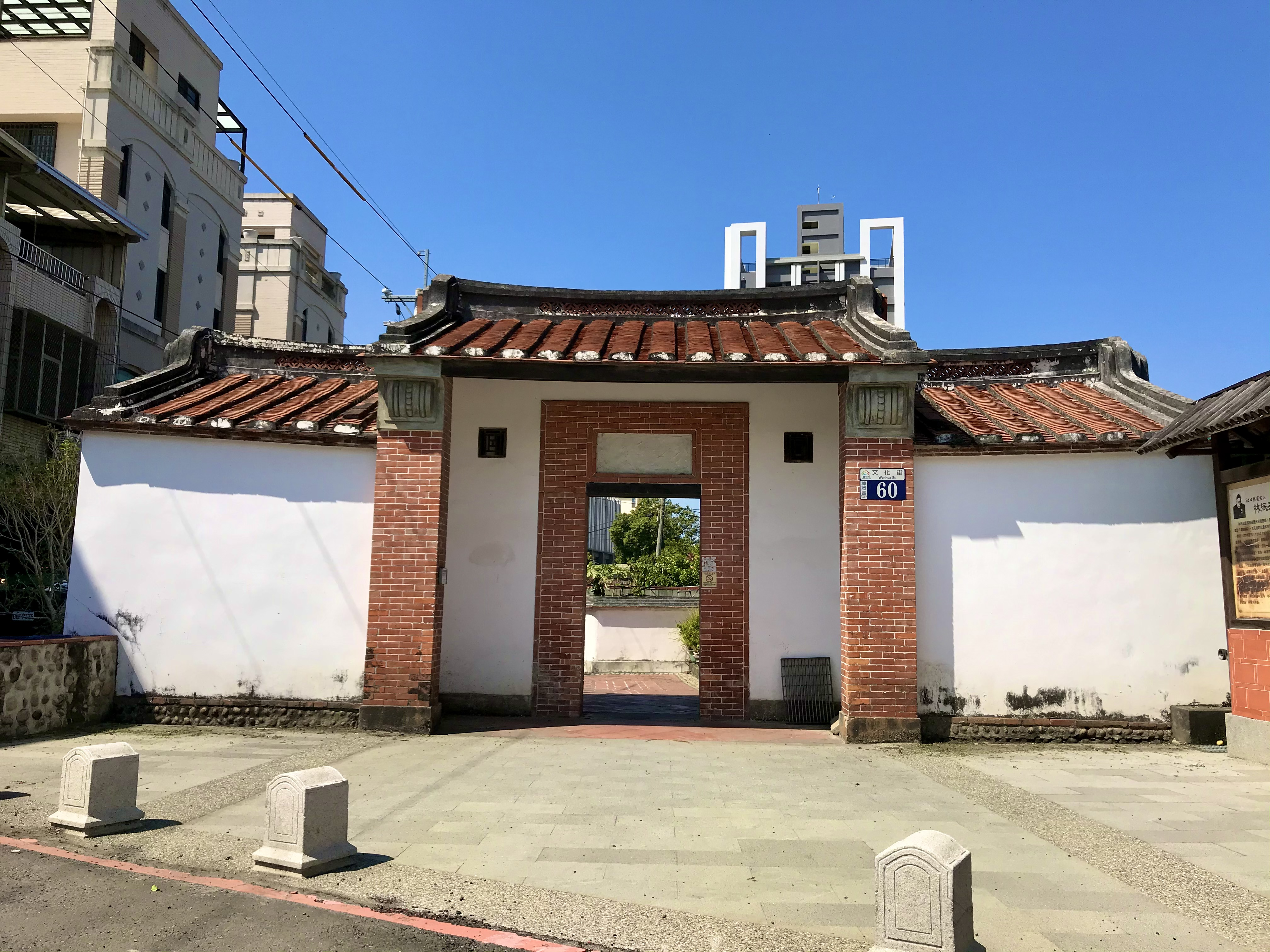
入口

1993年，文建會開始對社口林宅進行古蹟修補工作，第一期修補彩繪、交趾陶、剪簾等，第二期為整治環境、道路和圍牆。建物由業主、建築學界、地方文史工作者、政府代表共同成立的社口大夫第管理委員會，負責管理。
2000年8月14日凌晨，連「中書科」匾額與祖先牌位遭竊。2002年，子孫因清明節無神主牌可拜，卻受限於《文資法》不能放上新刻的神主牌，引起台中縣文化局長洪慶峰表示會將以研議。2004年，由鹿港鎮木雕薪傳獎得主施鎮洋製作新匾額。